# Edmund Thormählen
Edmund Thormählen (Gotemburgo, 21 de julio de 1864-Kungsbacka, 13 de noviembre de 1946) fue un deportista sueco que compitió en vela en la clase 8 Metre. Participó en los Juegos Olímpicos de Londres 1908, obteniendo una medalla de plata en la clase de 8 Metre.

## Palmarés internacional
| Juegos Olímpicos | Juegos Olímpicos      | Juegos Olímpicos | Juegos Olímpicos |
| Año              | Lugar                 | Medalla          | Clase            |
| ---------------- | --------------------- | ---------------- | ---------------- |
| 1908             | Londres (Reino Unido) | Medalla de plata | 8 Metre          |